# Central térmica de Aboño
La central térmica de Aboño es una instalación termoeléctrica de ciclo convencional situada junto al puerto de Gijón, en el concejo de Carreño, en Asturias (España). Consta de dos grupos térmicos que suman 921 MW de potencia, utiliza como combustible el carbón y es propiedad del grupo empresarial EDP España.

## Historia
El proyecto de construcción en Aboño de una central térmica para aprovechar la producción de carbón de HUNOSA de la cuenca minera asturiana se concretó a principios de los años 1970. Fue la empresa asturiana Hidrocantábrico quien acometió su construcción, en las inmediaciones de la ría de Aboño, culminando las obras a principios de 1974. El 15 de marzo de ese año entró en servicio el Grupo I, con una potencia eléctrica de 365,5 MW.
En 1977, se construyó un parque de carbones aprovechando una antigua estación del Ferrocarril de Langreo. Esta línea fue aprovechada para conectar directamente la térmica de Aboño con la línea ferroviaria Sotiello-Musel, tramo que fue inaugurado el 15 de mayo de 1984 y que facilitaba el acceso en tolvas del carbón de las cuencas mineras.
En 1985, Hidrocantábrico acometió la ampliación de la central térmica, a un nuevo grupo de 556,2 MW que fue conectado a la red el 23 de septiembre de ese año. En 1995 se abrió al tráfico un nuevo tramo ferroviario que permitía la conexión entre la central y el nuevo muelle de carbones del puerto gijonés. Esto facilitó la entrada de carbón de importación en la térmica, que desde entonces prescindió del mineral de HUNOSA, práctica que se convertiría en tendencia en otras centrales térmicas españolas. Desde 2008, la central fue alimentada exclusivamente con hulla importada, principalmente de Estados Unidos e Indonesia.
En 2010, HC Energía manifestó su intención de ampliar la central, proyectando un ciclo combinado de tres grupos que sumarían 1200 MW en unos terrenos aledaños a la misma. El descenso en la demanda energética ocasionado por la crisis económica provocó la paralización del proyecto, por el que también se había interesado la multinacional Endesa.
En julio de 2020 EDP anunció que adaptaría Aboño 1 para la quema exclusivamente de gases siderúrgicos a partir de 2022 y mantendría Aboño 2 operativa para atender cualquier eventualidad.

## Emisiones
Es la instalación térmica española más contaminante y una de las 20 fábricas europeas que más emisiones produce, 7 545 959 toneladas de dióxido de carbono al año.
En el ranking de las compañías de Europa que más dióxido de carbono emiten a la atmósfera en 2018 obtuvo la posición número 23 y era la segunda española, solo por detrás de la Central térmica de Puentes de García Rodríguez.

## Datos técnicos

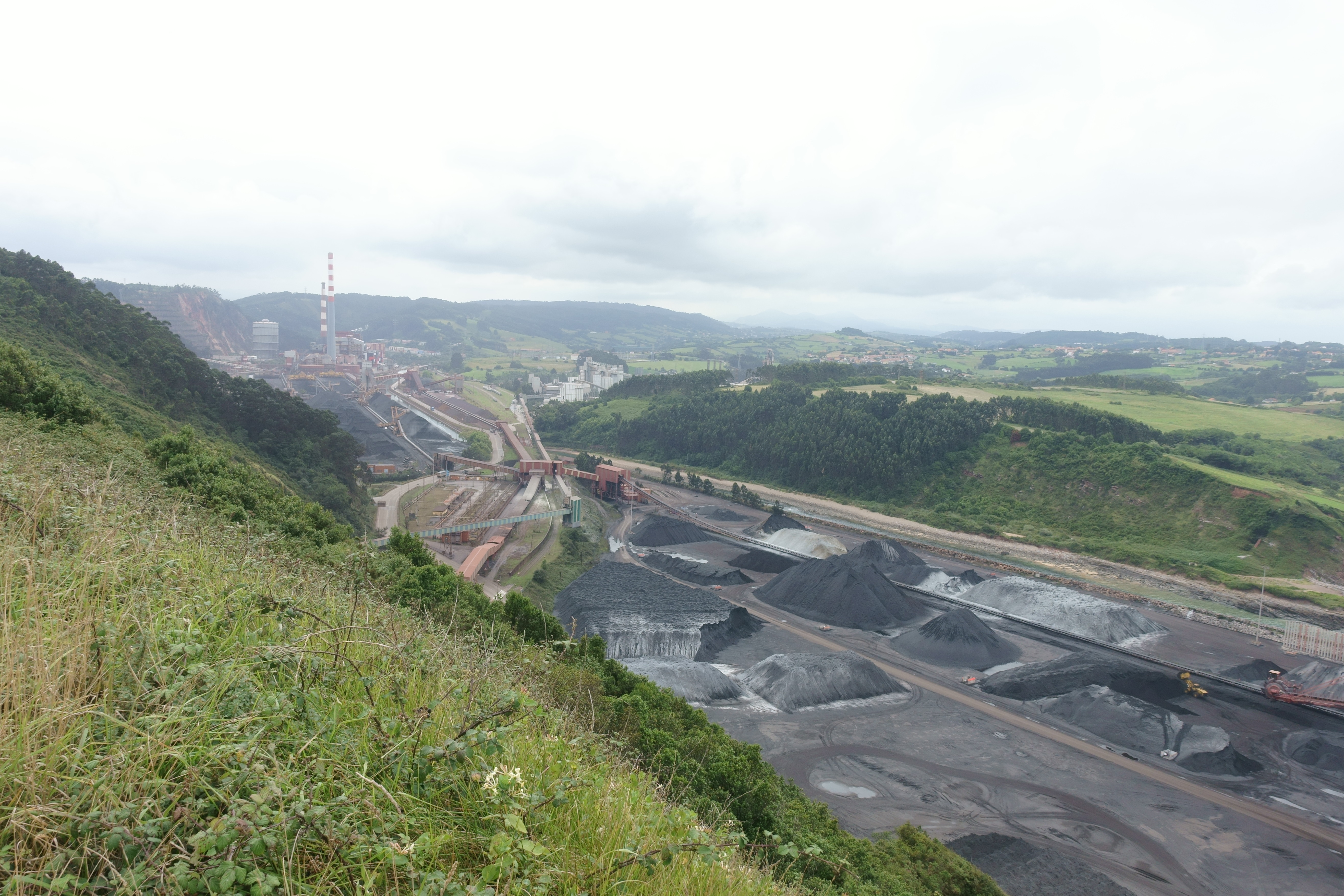
Vista parcial de las instalaciones en la ría de Aboño

## Datos técnicos[12]

### Grupo I

#### Generador de vapor
Carbón pulverizado; quemadores frontales. 
Circulación natural, con calderín único. 
Con recalentador intermedio.
Capacidad:
- 1.111 Tm/h de vapor principal a 172 bar y 540 °C.
- 987 Tm/h. de vapor recalentado a 41 bar y 540 °C.

Rendimiento: 88%
Fabricante: Foster Wheeler.

#### Grupo Turboalternador
- Turbina de 3 cuerpos, tipo tándem de condensación, con recalentamiento y 7 extracciones.
- Alternador refrigerado por hidrógeno y por agua.
- Excitación estática por tiristores.
- Condiciones de vapor a la entrada: 167 bar y 538 °C.
- Tensión de generación: 22.000 V.
- Potencia aparente del grupo: 423.000 KVA.
- Fabricante: Brown Boveri.

### Grupo II

#### Generador de vapor
Carbón pulverizado; quemadores frontales. 
Circulación natural, con calderín único. 
Con recalentador intermedio.
Capacidad:
- 1.725 Tm/h. de vapor sobrecalentado a 168 bar y 540 °C.
- 1.465 Tm/h de vapor recalentado a 41 bar y 540 °C.

Rendimiento: 87,7%.
Fabricante: Foster Wheeler. 

#### Grupo Turboalternador
- Turbina de 4 cuerpos, tipo tándem de condensación, con recalentamiento y 8 extracciones.
- Alternador refrigerado por hidrógeno y por agua.
- Condiciones del vapor a la entrada: 167 bar y 538 °C.
- Tensión de generación: 19.000 V.
- Excitación: Estática por tiristores.
- Potencia aparente del grupo: 639.000 KVA.
- Fabricante: Brown Boveri.